# Rudolfiella floribunda
Rudolfiella floribunda là một loài lan bản địa của miền tây Nam Mỹ.

## Hình ảnh

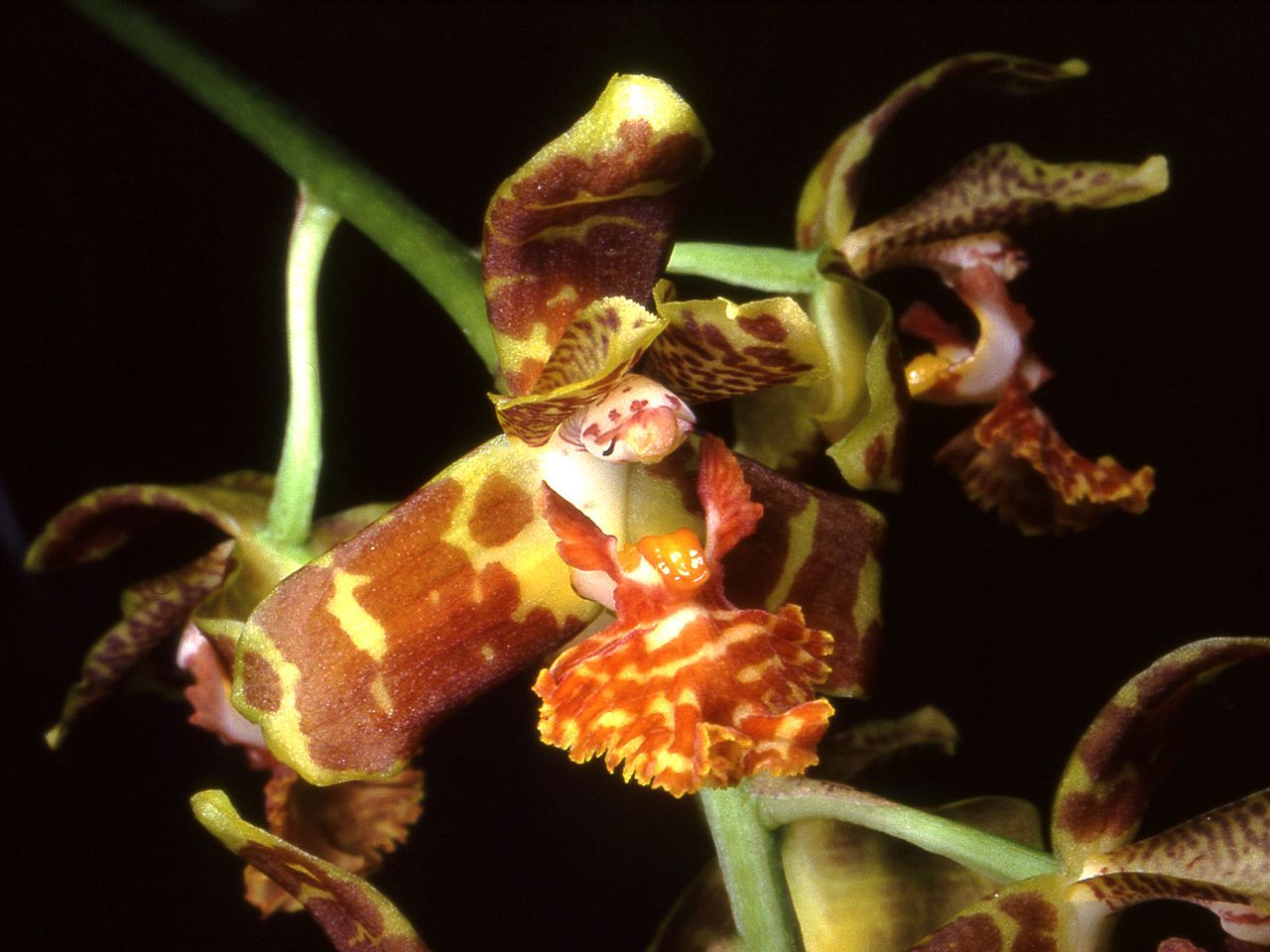
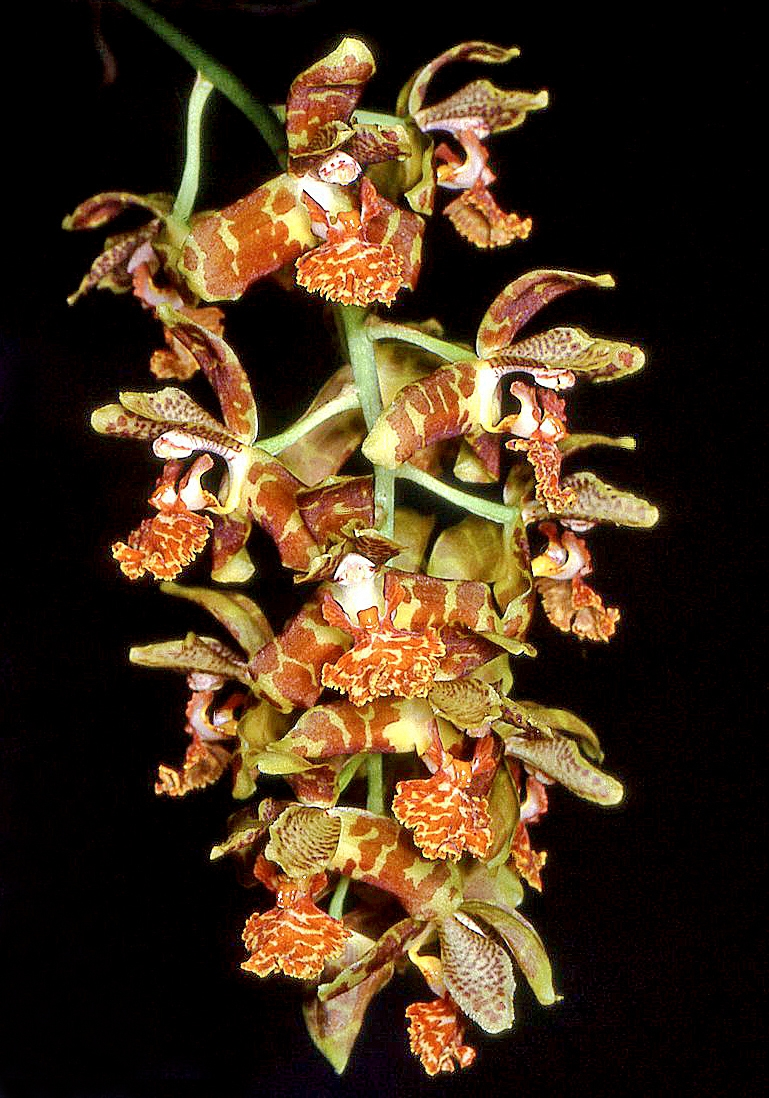
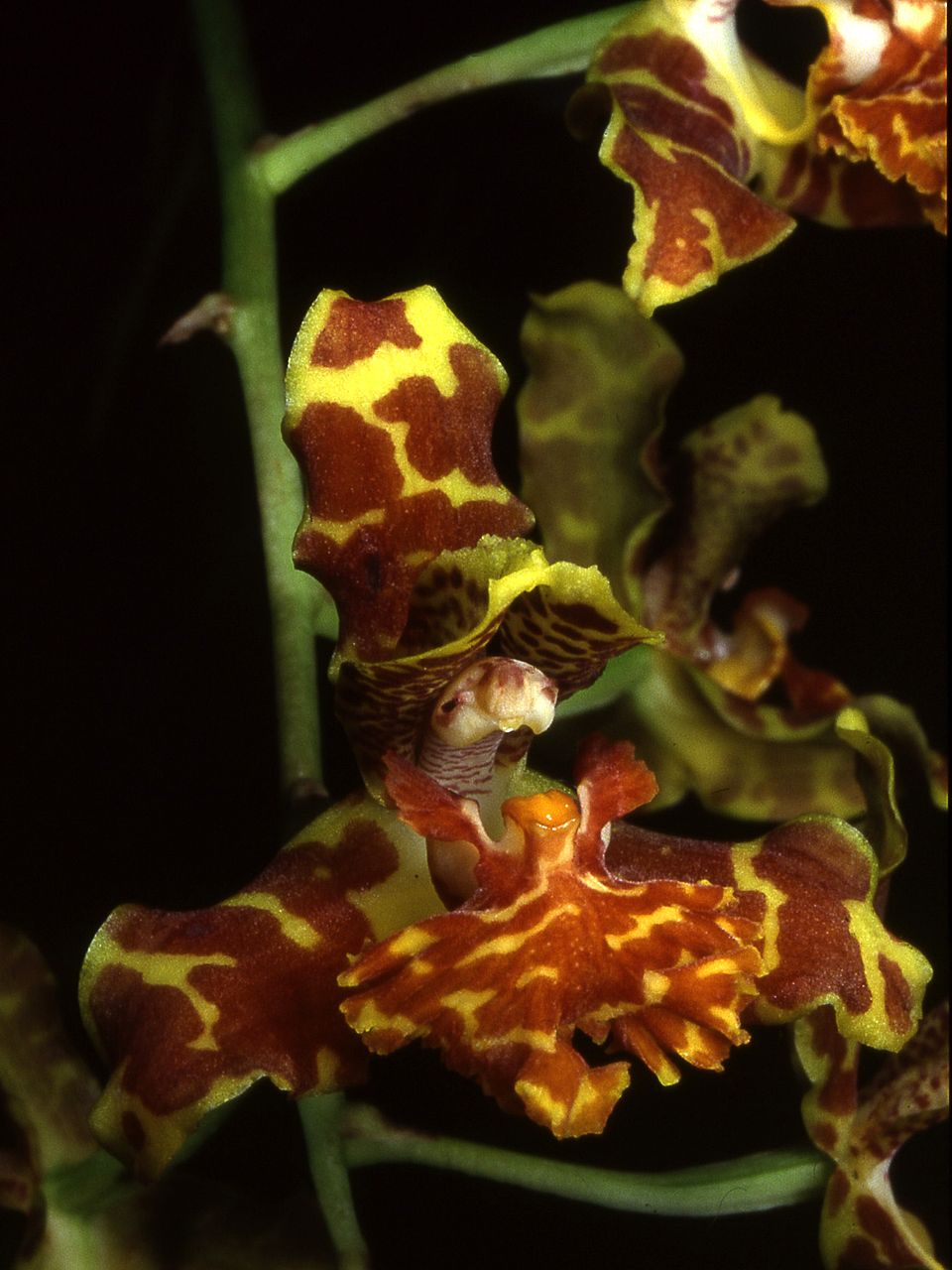